# Canton de Rostrenen
Le canton de Rostrenen est une circonscription électorale française située dans le département des Côtes-d'Armor et la région Bretagne.

## Histoire
- Le canton de Rostrenen a été créé en 1790[1].

- De 1833 à 1848, les cantons de Maël-Carhaix et de Rostrenen avaient le même conseiller général. Le nombre de conseillers généraux était limité à 30 par département[5].

- Un nouveau découpage territorial des Côtes-d'Armor entre en vigueur à l'occasion des élections départementales de mars 2015, défini par le décret du 13 février 2014[4], en application des lois du 17 mai 2013 (loi organique 2013-402 et loi 2013-403)[6]. Les conseillers départementaux sont, à compter de ces élections, élus au scrutin majoritaire binominal mixte. Les électeurs de chaque canton élisent au Conseil départemental, nouvelle appellation du Conseil général, deux membres de sexe différent, qui se présentent en binôme de candidats. Les conseillers départementaux sont élus pour 6 ans au scrutin binominal majoritaire à deux tours, l'accès au second tour nécessitant 12,5 % des inscrits au 1er tour. En outre la totalité des conseillers départementaux est renouvelée. Ce nouveau mode de scrutin nécessite un redécoupage des cantons dont le nombre est divisé par deux avec arrondi à l'unité impaire supérieure si ce nombre n'est pas entier impair, assorti de conditions de seuils minimaux[7]. Dans les Côtes-d'Armor, le nombre de cantons passe ainsi de 52 à 27. Le nombre de communes du canton de Rostrenen passe de 6 à 29.

- Le nouveau canton de Rostrenen est formé de communes des anciens cantons de Saint-Nicolas-du-Pélem (7 communes), de Rostrenen (6 communes), de Gouarec (8 communes) et de Maël-Carhaix (8 communes). Le canton est entièrement inclus dans l'arrondissement de Guingamp. Le bureau centralisateur est situé à Rostrenen.

## Représentation

### Conseillers d'arrondissement (de 1833 à 1940)
| Période                                  | Période      | Identité                        | Étiquette             | Qualité |
| ---------------------------------------- | ------------ | ------------------------------- | --------------------- | --- |
| 1833                                     | 1860 (décès) | Pierre Marie Le Gac (1801-1860) |                       | Avocat, adjoint au maire de Rostrenen                                                                       |
| 1860                                     | 1867         | Paul Aubry de Maraumont         |                       | Négociant, propriétaire à Rostrenen                                                                         |
| 1867                                     | 1871         | M. Viet-Villehamon              |                       | Propriétaire à Rostrenen                                                                                    |
| 1871                                     | 1875         | Yves-Marie Loyer                | Républicain           | Propriétaire à Rostrenen                                                                                    |
|                                          |              |                                 |                       | |
| 1898                                     | 1904         | Julien Barbier                  | Radical               | Constructeur de machines agricoles à Rostrenen                                                              |
| 1904                                     | 1910         | Corentin Bouché (1871-1967)     | Républicain libéral   | Médecin à Rostrenen                                                                                         |
| 1910                                     | 1919         | Joseph Poëzévara                | Républicain libéral   | Maire de Plounévez-Quintin                                                                                  |
| 1919                                     | 1922         | Jean-Baptiste Le Bihan          |                       | Cultivateur à Kergrist-Moëlou                                                                               |
| 1922                                     | 1940         | Denis Le Vraux                  | Radical puis Rad.ind. | Cultivateur, conseiller municipal de Plounévez-Quintin                                                      |
| 1940                                     |              |                                 |                       | Les conseils d'arrondissement ont été suspendus par la loi du 12 octobre 1940 et n'ont jamais été réactivés |
| Les données manquantes sont à compléter. |              |                                 |                       | |

### Conseillers généraux de 1833 à 2015
| Période       | Période             | Identité                                                        | Étiquette    | Qualité |
| ------------- | ------------------- | --------------------------------------------------------------- | ------------ | --- |
| 1833          | 1842                | Toussaint Vincent Nicolas Guillerm (1782-1877)                  |              | Notaire, maire de Locarn                                                                                              |
| 1842          | 1848                | Jean-Marie Yves Loyer (1802-1872)                               | Indépendant  | Notaire à Glomel, avocat à Guingamp Député (1848-1849)                                                                |
| 1848          | 1852 (démission)    | Emmanuel de Saisy de Kerampuil                                  |              | Ancien garde du Roi Propriétaire à Glomel                                                                             |
| 1852          | 1870                | Pierre-Jean Le Trévennec                                        |              | Conducteur des Ponts et Chaussées Maire de Rostrenen                                                                  |
| 1870          | 1874 (décès)        | Joachim François-Marie Bahezré de Lanlay (1816-1874)            |              | Licencié en droit, avocat, notaire, propriétaire Maire de Saint-Nicolas-du-Pélem puis de Plounevez-Quintin            |
| 1874          | 1874 (annulation)   | François Marie Bahezré de Lanlay (fils du précédent, 1847-1913) |              | Licencié en droit Maire de Plounevez-Quintin                                                                          |
| 17 janv. 1875 | 1891 (décès)        | Yves-Marie Loyer                                                | Républicain  | Inspecteur des chemins de fer Maire de Rostrenen (1881-1891), conseiller d'arrondissement                             |
| 1891          | 1895                | Hervé de Saisy de Kerampuil (fils d'E.de Saisy)                 | Droite       | Militaire Sénateur (1875-1904), Glomel                                                                                |
| 1895          | 1901                | Jean Loyer                                                      | Républicain  | Maire de Kergrist-Moëlou                                                                                              |
| 1901          | 1904 (décès)        | Hervé de Saisy de Kerampuil                                     | Droite       | Militaire Sénateur (1875-1904), Glomel                                                                                |
| 1904          | 1907                | Alphonse Michel Baron Cazin d'Honincthun                        | Conservateur | Ancien officier d'infanterie Propriétaire, maire de Glomel                                                            |
| 1907          | 1908 (invalidation) | Julien Barbier                                                  | Rad.         | Constructeur de machines agricoles à Rostrenen                                                                        |
| 1908          | 1910 (invalidation) | Alphonse Michel Baron Cazin d'Honincthun                        | Conservateur | Propriétaire, maire de Glomel                                                                                         |
| 1910          | 1913                | Yves-Marie Le Borgne                                            | Rad.         | Agriculteur, maire de Kergrist-Moëlou                                                                                 |
| 1913          | 1919                | François Henry                                                  | Rad.         | Propriétaire à Rostrenen                                                                                              |
| 1919          | 1925 (décès)        | Yves-Marie Le Borgne                                            | Rad.         | Agriculteur, maire de Kergrist-Moëlou                                                                                 |
| 1925          | 1940                | François Bellec                                                 | Rad.         | Médecin Maire de Rostrenen (1925-1931)                                                                                |
|               |                     |                                                                 |              | |
| 1943          | 1944 (décès)        | Jean-Louis Croizer (1883-1944)                                  | ?            | Agriculteur Maire de Glomel Nommé conseiller départemental en 1943 Assassiné le 22 mai 1944                           |
|               |                     |                                                                 |              | |
| 1945          | 1985                | Guillaume Le Caroff                                             | PCF          | Gérant de coopérative agricole Maire de Kergrist-Moëlou (1944-1970) Maire de Rostrenen (1970-1983) Député (1956-1958) |
| 1985          | 1992                | Émile Radenac (1914-1992)                                       | DVD          | Prêtre, ancien résistant, recteur de Saint-Étienne-du-Gué-de-l'Île Maire de Rostrenen (1983-1989)                     |
| 1992          | 1998                | Pierre Le Gouez                                                 | DVD          | Pharmacien Maire de Plouguernével (1995-2008) Suppléant du député app.RPR Daniel Pennec (1993-1997)                   |
| 1998          | 2011                | Ange Herviou                                                    | PCF          | Instituteur Maire de Rostrenen (2001-2008)                                                                            |
| 2011          | 2015                | Alain Guéguen                                                   | PS           | Cadre Maire de Plouguernével (depuis 2008)                                                                            |

### Représentation après 2015
| Période élective | Période élective | Mandat | Mandat   | Identité          | Nuance | Nuance | Qualité |
| ---------------- | ---------------- | ------ | -------- | ----------------- | ------ | ------ | --- |
| 2015             | 2021             | 2015   | 2021     | Alain Guéguen     |        | PS     | Maire de Plouguernével (depuis 2008)                                                                                          |
| 2015             | 2021             | 2015   | 2021     | Sandra Le Nouvel  |        | PS     | Adjointe au maire de Bon-Repos-sur-Blavet (depuis 2020) Présidente de la Communauté de communes du Kreiz-Breizh (depuis 2020) |
| 2021             | 2028             | 2021   | en cours | Marie-José Fercoq |        | DVG    | Pharmacienne, maire de Mellionnec                                                                                             |
| 2021             | 2028             | 2021   | en cours | Alain Gueguen     |        | DVG    | Conseiller sortant |

Alain Guéguen a quitté le PS en 2022.

### Résultats détaillés

#### Élections de mars 2015
À l'issue du 1er tour des élections départementales de 2015, deux binômes sont en ballottage : Alain Gueguen et Sandra Le Nouvel (PS, 46,97 %) et Annick Gaudron et Christian Gautier (DVD, 23,42 %). Le taux de participation est de 56,62 % (8 637 votants sur 15 255 inscrits) contre 56,24 % au niveau départementalet 50,17 % au niveau national.
Au second tour, Alain Gueguen et Sandra Le Nouvel (PS) sont élus avec 66,31 % des suffrages exprimés et un taux de participation de 54,22 % (4 917 voix pour 8 272 votants et 15 257 inscrits).

#### Élections de juin 2021
Le premier tour des élections départementales de 2021 est marqué par un très faible taux de participation (33,26 % au niveau national). Dans le canton de Rostrenen, ce taux de participation est de 45,3 % (6 759 votants sur 14 922 inscrits) contre 39,37 % au niveau départemental. À l'issue de ce premier tour, deux binômes sont en ballottage : Marie-José Fercoq et Alain Gueguen (DVG, 47,99 %) et Nicolas Le Caroff et Marie-Christine Philippot (LR, 23,49 %).
Le second tour des élections est marqué une nouvelle fois par une abstention massive équivalente au premier tour. Les taux de participation sont de 34,3 % au niveau national, 40,31 % dans le département et 45,05 % dans le canton de Rostrenen. Marie-José Fercoq et Alain Gueguen (DVG) sont élus avec 67,16 % des suffrages exprimés (4 179 voix pour 6 723 votants et 14 922 inscrits),,. 

## Composition

### Composition avant 2015

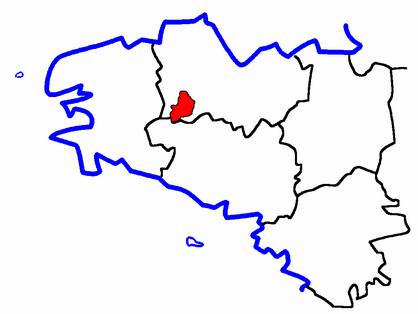
Situation du canton de Rostrenen dans le département des Côtes-d'Armor avant 2015.

Le canton de Rostrenen regroupait six communes.
| Nom                   | Code Insee | Codepostal | Superficie (km2) | Population (dernière pop. légale) | Densité (hab./km2) |
| --------------------- | ---------- | ---------- | ---------------- | --------------------------------- | ------------------ |
| Rostrenen (chef-lieu) | 22266      | 22110      | 32,17            | 3 256 (2012)                      | 101                |
| Glomel                | 22061      | 22110      | 79,93            | 1 414 (2012)                      | 18                 |
| Kergrist-Moëlou       | 22087      | 22110      | 47,16            | 652 (2012)                        | 14                 |
| Plouguernével         | 22220      | 22110      | 41,60            | 1 752 (2012)                      | 42                 |
| Trémargat             | 22365      | 22110      | 13,90            | 188 (2012)                        | 14                 |
| Plounévez-Quintin     | 22229      | 22110      | 42,89            | 1 074 (2012)                      | 25                 |

### Composition à partir de 2015
Après le redécoupage de 2014, le canton de Rostrenen comprenait 29 communes entières.
À la suite de la fusion, au 1er janvier 2017, de Laniscat, Perret et Saint-Gelven pour former la commune de Bon Repos sur Blavet, il est désormais composé de vingt-sept communes.
| Nom                               | Code Insee | Intercommunalité    | Superficie (km2) | Population (dernière pop. légale) | Densité (hab./km2) | Modifier                                    |
| --------------------------------- | ---------- | ------------------- | ---------------- | --------------------------------- | ------------------ | ------------------------------------------- |
| Rostrenen (bureau centralisateur) | 22266      | CC du Kreiz-Breizh  | 32,17            | 3 282 (2022)                      | 102                | modifier les données · modifier les données |
| Bon Repos sur Blavet              | 22107      | CC du Kreiz-Breizh  | 53,91            | 1 237 (2022)                      | 23                 | modifier les données · modifier les données |
| Canihuel                          | 22029      | CC du Kreiz-Breizh  | 32,14            | 348 (2022)                        | 11                 | modifier les données · modifier les données |
| Glomel                            | 22061      | CC du Kreiz-Breizh  | 79,93            | 1 412 (2022)                      | 18                 | modifier les données · modifier les données |
| Gouarec                           | 22064      | CC du Kreiz-Breizh  | 6,41             | 912 (2022)                        | 142                | modifier les données · modifier les données |
| Kergrist-Moëlou                   | 22087      | CC du Kreiz-Breizh  | 47,16            | 636 (2022)                        | 13                 | modifier les données · modifier les données |
| Lanrivain                         | 22115      | CC du Kreiz-Breizh  | 36,74            | 465 (2022)                        | 13                 | modifier les données · modifier les données |
| Lescouët-Gouarec                  | 22124      | CC du Kreiz-Breizh  | 18,73            | 215 (2022)                        | 11                 | modifier les données · modifier les données |
| Locarn                            | 22128      | CC du Kreiz-Breizh  | 32,36            | 421 (2022)                        | 13                 | modifier les données · modifier les données |
| Maël-Carhaix                      | 22137      | CC du Kreiz-Breizh  | 36,57            | 1 455 (2022)                      | 40                 | modifier les données · modifier les données |
| Mellionnec                        | 22146      | CC du Kreiz-Breizh  | 24,22            | 420 (2022)                        | 17                 | modifier les données · modifier les données |
| Le Moustoir                       | 22157      | CC Poher communauté | 14,85            | 659 (2022)                        | 44                 | modifier les données · modifier les données |
| Paule                             | 22163      | CC du Kreiz-Breizh  | 37,56            | 674 (2022)                        | 18                 | modifier les données · modifier les données |
| Peumerit-Quintin                  | 22169      | CC du Kreiz-Breizh  | 14,80            | 184 (2022)                        | 12                 | modifier les données · modifier les données |
| Plélauff                          | 22181      | CC du Kreiz-Breizh  | 25,51            | 687 (2022)                        | 27                 | modifier les données · modifier les données |
| Plévin                            | 22202      | CC Poher communauté | 27,36            | 754 (2022)                        | 28                 | modifier les données · modifier les données |
| Plouguernével                     | 22220      | CC du Kreiz-Breizh  | 41,60            | 1 602 (2022)                      | 39                 | modifier les données · modifier les données |
| Plounévez-Quintin                 | 22229      | CC du Kreiz-Breizh  | 42,89            | 1 057 (2022)                      | 25                 | modifier les données · modifier les données |
| Saint-Connan                      | 22284      | CC du Kreiz-Breizh  | 13,54            | 297 (2022)                        | 22                 | modifier les données · modifier les données |
| Saint-Gilles-Pligeaux             | 22294      | CC du Kreiz-Breizh  | 19,45            | 304 (2022)                        | 16                 | modifier les données · modifier les données |
| Saint-Igeaux                      | 22334      | CC du Kreiz-Breizh  | 12,91            | 124 (2022)                        | 9,6                | modifier les données · modifier les données |
| Saint-Nicolas-du-Pélem            | 22321      | CC du Kreiz-Breizh  | 41,04            | 1 536 (2022)                      | 37                 | modifier les données · modifier les données |
| Sainte-Tréphine                   | 22331      | CC du Kreiz-Breizh  | 12,52            | 187 (2022)                        | 15                 | modifier les données · modifier les données |
| Trébrivan                         | 22344      | CC du Kreiz-Breizh  | 22,96            | 763 (2022)                        | 33                 | modifier les données · modifier les données |
| Treffrin                          | 22351      | CC Poher communauté | 7,47             | 524 (2022)                        | 70                 | modifier les données · modifier les données |
| Trémargat                         | 22365      | CC du Kreiz-Breizh  | 13,90            | 182 (2022)                        | 13                 | modifier les données · modifier les données |
| Tréogan                           | 22373      | CC Poher communauté | 7,10             | 107 (2022)                        | 15                 | modifier les données · modifier les données |
| Canton de Rostrenen               | 2223       |                     | 755,80           | 20 444 (2022)                     | 27                 | modifier les données                        |

## Démographie

### Démographie avant 2015
| 1962   | 1968   | 1975   | 1982   | 1990   | 1999  | 2006  | 2011  | 2012  |
| ------ | ------ | ------ | ------ | ------ | ----- | ----- | ----- | ----- |
| 11 304 | 11 242 | 11 281 | 11 083 | 10 358 | 9 341 | 8 605 | 8 327 | 8 336 |

### Démographie depuis 2015
En 2022, le canton comptait 20 444 habitants, en évolution de −0,79 % par rapport à 2016 (Côtes-d'Armor : +1,78 %, France hors Mayotte : +2,11 %).
| 2013   | 2018   | 2022   |
| ------ | ------ | ------ |
| 21 102 | 20 386 | 20 444 |